# هینور و لوسکو
latitudeهینور و لوسکوlongitudeهینور و لوسکوpopulation refهینور و لوسکو
هینور و لوسکو (به انگلیسی: Heanor) یک شهرک در بریتانیا است که در انگلستان واقع شده‌است.

## خصوصیات
هینور و لوسکو ۱۷٬۲۵۱ نفر جمعیت دارد.